# Quy Nhân

Vị trí tại Đài Nam

Quy Nhân (tiếng Trung: 歸仁區; bính âm Hán ngữ: Guīrén Qū; bính âm thông dụng: Gueirén Cyu) là một khu (quận) của thành phố Đài Nam, Trung Hoa Dân Quốc (Đài Loan). Đây là một quận nông thôn và nền kinh tế dựa chủ yếu vào nông nghiệp. Diện tích của Quy Nhân là 55,7913 km², dân số vào tháng 8 năm 2011 là 65.996 người thuộc 20.774 hộ gia đình, mật độ dân cư đạt 1182,9 người/km².